# Entreprise de service public
 (septembre 2015).
Si vous disposez d'ouvrages ou d'articles de référence ou si vous connaissez des sites web de qualité traitant du thème abordé ici, merci de compléter l'article en donnant les références utiles à sa vérifiabilité et en les liant à la section « Notes et références ».
Une entreprise de service public est une organisation qui gère et maintient une infrastructure de service public (elle fournit souvent le service utilisant cette infrastructure). Les entreprises de service public sont soumises à différentes formes de contrôle public et de régulation, de l'échelle locale aux monopoles nationaux contrôlés par le gouvernement.
Le terme anglais « utilities » est souvent utilisé en français, et désigne à la fois les entreprises et le service qu'elles fournissent : électricité, gaz, eau, traitement des déchets et des eaux usées.